# Bratislava/nahlas
Bratislava/nahlas byla slovenská iniciativa, která vyvrcholila v říjnu 1987 vydáním stejnojmenné publikace. Dle usnesení NR SR č. 333 z 7. listopadu 2012 "Iniciatíva Bratislava/nahlas přispěla významnou měrou k tomu, jak kultivovaně proběhla Sametová revoluce na Slovensku, že dnes dýcháme čistší vzduch a žijeme v demokratickém státu, který garantuje základní svobody, včetně svobody slova. Národní rada...vyjadřuje ocenění občanské angažovanosti, odborné erudice i lidské statečnosti autorů této iniciativy.“ Václav Havel označil tuto iniciativu za slovenskou obdobu Charty 77.

## Obsah a autoři publikace
Bratislava/nahlas je publikace s rozsahem 64 stran A4. Skládá se z úvodu, ediční poznámky a čtyřech hlavních částí (Přírodní složky prostředí, Kulturně-historické složky prostředí, Sociální prostředí a Souvislosti). Dohromady se skládala z 17 kapitol zaměřených na různou problematiku od kvality ovzduší až po sociálně znevýhodněné skupiny. V závěru obsahuje víc, než 300 doporučení, jak situaci zlepšit.
Editorem publikace byl Ján Budaj a vydavateli Mikuláš Huba a Juraj Flamík jako statutární zástupci Základních organizací SZOPK č. 6 a 13 v Bratislavě. Redakční kolektiv se skládal z 6 členů (Ján Budaj, Juraj Flamík, Fedor Gál, Eugen Gindl, Mikuláš Huba, Peter Tatár), přispělo celkem 23 autorů (Ján Budaj, Mária Filková, Juraj Flamík, Fedor Gál, Eugen Gindl, Ivan Gojdič, Mikuláš Huba, Vladimír Ira, Gabriela Kaliská, Vladimír Kohút, Judita Kokolevská, Juraj Kubáček, Ivan Kusý, Peter Kresánek, Igor Levský, Zora Okáliová-Paulíniová, Juraj Podoba, Kamil Procházka, Pavel Šremer, Ivan Štúr, Peter Tatár, Jana Višváderová, Hana Volková (Zemanová)). Včetně recenzentů se na publikaci podílelo 84 lidí.
Publikace vyšla 4. 6. 1987 jako příloha zápisu společné schůze organizací SZOPK, reálně vyšla v nákladu 1 000 výtisků, o 3 týdny později bylo dokopírováno dalších 2 000 výtisků, dle neoficiálních údajů bylo celkem zhotoveno 60 tis. kopií na různých nosičích.

## Ocenění
1. ledna 2018 byli hlavní iniciátoři publikace Mikuláš Huba a Juraj Flámik oceněni prezidentem Slovenské republiky Andrejem Kiskou Řádem Ľudovíta Štúra.